# Ilha do Governador
Ilha do Governador (även: Ilha Governador) är en ö i Brasilien. Den ligger i delstaten Rio de Janeiro, i den sydöstra delen av landet, 900 km sydost om huvudstaden Brasília. Arean är 42 kvadratkilometer.
Terrängen på ön är platt. Öns högsta punkt är 94 meter över havet. Den sträcker sig 6,5 kilometer i nord-sydlig riktning, och 11,4 kilometer i öst-västlig riktning. På ön finns vattendraget Rio Jequiá.